# Gramat
Gramat is een gemeente in het Franse departement Lot (regio Occitanie). De gemeente telde 3.496 inwoners op 1 januari 2022. De plaats maakt deel uit van het arrondissement Gourdon.
Gramat ligt in de historische regio Quercy en in het gebied Causse de Gramat. Het ligt in het natuurgebied Parc Naturel Régional des Causses du Quercy.
De neogotische kerk Saint-Pierre werd gebouwd aan het begin van de 20e eeuw. Ze bezit een orgel van de firma Funck uit 1853 afkomstig uit de oude kerk Saint-Pierre dat beschermd is als historisch monument. De kerk Notre-Dame gaat terug op een 17e-eeuwse kapel die in de 19e eeuw werd verbouwd en verheven tot parochiekerk.

## Geschiedenis
Al in de Gallo-Romeinse periode was hier een nederzetting op het kruispunt van de Romeinse wegen tussen Cahors en Limogne en tussen Rodez en Périgueux.
In de middeleeuwen was Gramat een versterkte stad die een bloeitijd kende in de 12e en de 13e eeuw. De stad had het recht om markten te organiseren en werd bestuurd door zes consuls. Tijdens de Honderdjarige Oorlog weerstond ze aan een beleg door een Engels leger onder leiding van Eduard van Woodstock. Maar door het oorlogsgeweld en epidemieën was de bevolking van de stad tegen het einde van de 14e eeuw teruggebracht tot vijf huishoudens. De stad werd weer bevolkt met immigranten uit Auvergne en Limousin. Ook in de 16e eeuw tijdens de Hugenotenoorlogen was de stad een doelwit van afwisselend   katholieke en protestantse troepen en kende Gramat plunderingen. Gramat ligt in een arme landbouwstreek maar zijn markt kreeg in de 19e eeuw wel regionaal belang. Ook kende de stad faam als centrum voor het fokken van paarden. Aan het begin van de 20e eeuw kwam er enige industrie in de gemeente.

## Geografie
De oppervlakte van Gramat bedroeg op 1 januari 2022 57,07 vierkante kilometer; de bevolkingsdichtheid was toen 61,3 inwoners per km².
De onderstaande kaart toont de ligging van Gramat met de belangrijkste infrastructuur en aangrenzende gemeenten.

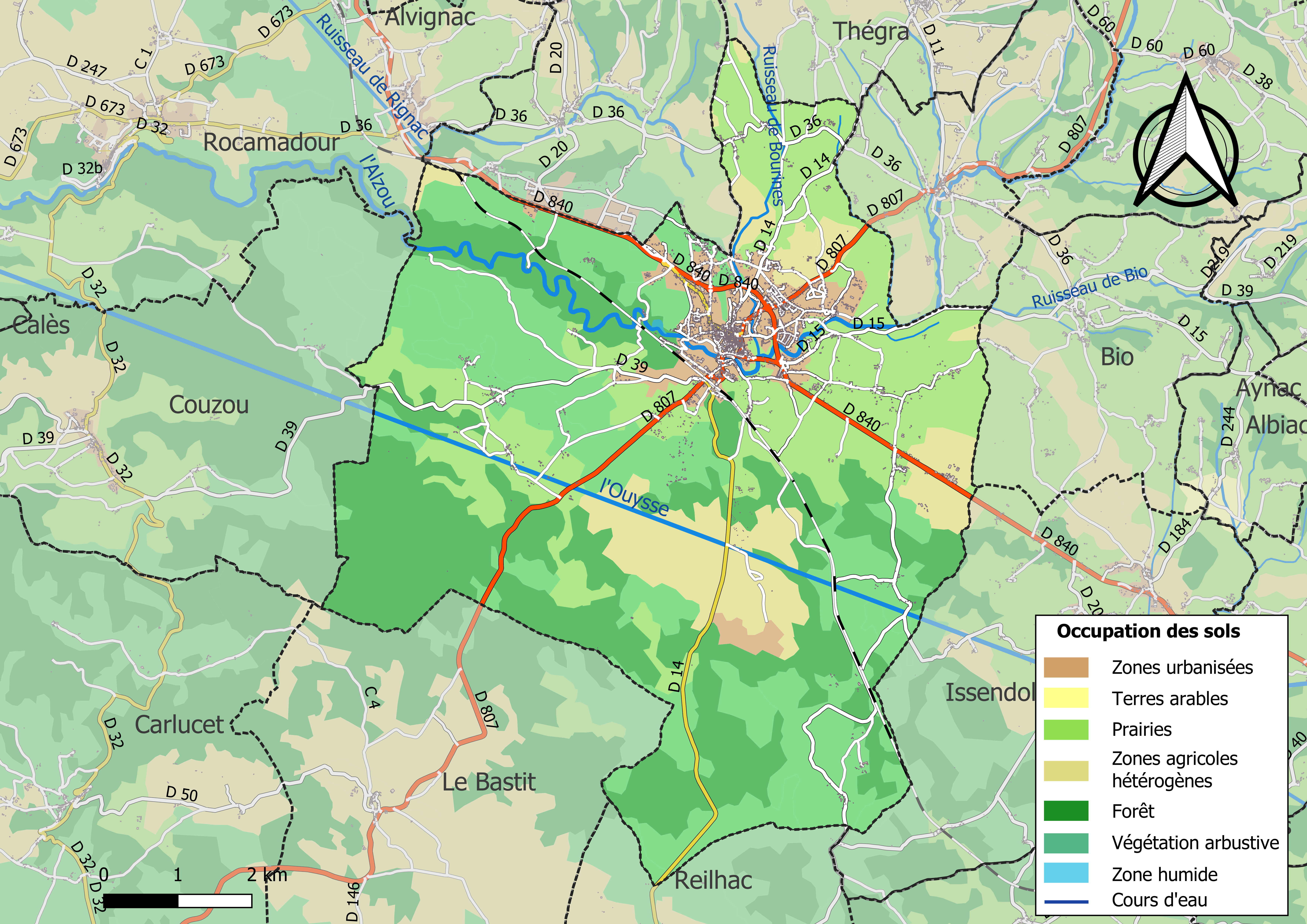

## Verkeer
In de gemeente ligt het spoorwegstation Gramat.

## Demografie
Onderstaande figuur toont het verloop van het inwonertal (bron: INSEE-tellingen).

## Geboren
- Antoine Dubois (1756-1837), arts
- Pierre Bonhomme (1803-1861), priester en ordestichter, zalig verklaard in 2003